# Виктор Метфилд
Виктор Метфилд (енгл. Victor Matfield; 11. мај 1977) професионални је рагбиста и јужноафрички репрезентативац, који тренутно игра за енглеског премијерлигаша Нортхемптон Сеинтс. Висок 201 цм, тежак 110 кг, Метфилд је пре Сеинтса играо за Булсе, Кетсе и Тулон. За репрезентацију ЈАР је до сада одиграо 129 мечева и постигао 7 есеја. Један је од најбољих играча друге линије свих времена.